# アウディ・Q4 e-tron
アウディ・Q4 e-tronは、ドイツの自動車メーカーアウディが生産、販売する高級EV車である。

## 概要
2019年のジュネーブモーターショーでコンセプトモデルである「Q4 e-tronコンセプト」が初公開され、翌年7月にはSUVクーペスタイルの「Q4 スポーツバック e-tronコンセプト」が発表された。2021年3月にツヴィッカウ工場で量産が開始され、2021年4月量産モデルが発表。ベースモデル・スポーツバックともに同年6月に欧州市場で、2022年11月に日本市場で発売された。また同年からは一汽大衆の仏山工場でも量産が開始された。
Q4はQ3とQ5の中間のサイズに当たるCセグメントのSUVで、e-tron GTに続くアウディ第3弾のEVモデルである。同じフォルクスワーゲン・グループのID.4などと同じくEV専用プラットフォーム「MEBプラットフォーム」を使用する。
先進性をアピールポイントにしたe-tron GTとは異なり、Q4 e-tronは既存モデルの延長線上にあるデザインコンセプトが採用された。新デザインのデイライトや水平基調のテールランプなどQ4独自のディテールデザインが用いられたものの、全体的にはQ3やQ5と共通したシルエットとなっている。一方で空力性能が重視されたデザインとなっており、Cd値はベースモデルで0.28、スポーツバックで0.26に抑えられた。
インテリアにはアウディの新世代のデザインコンセプトが取り入れられ、ディスプレイなどが立体的に配置されたコックピットになっている。センターディスプレイを運転席側に傾斜させることで、ドライバーの操作性を向上する工夫もなされている。シフターにも新しい試みが取り入れられ、従来のPポジションを省略し、パーキングブレーキボタンを押してブレーキペダルを離すとイグニッションがOFFになる。

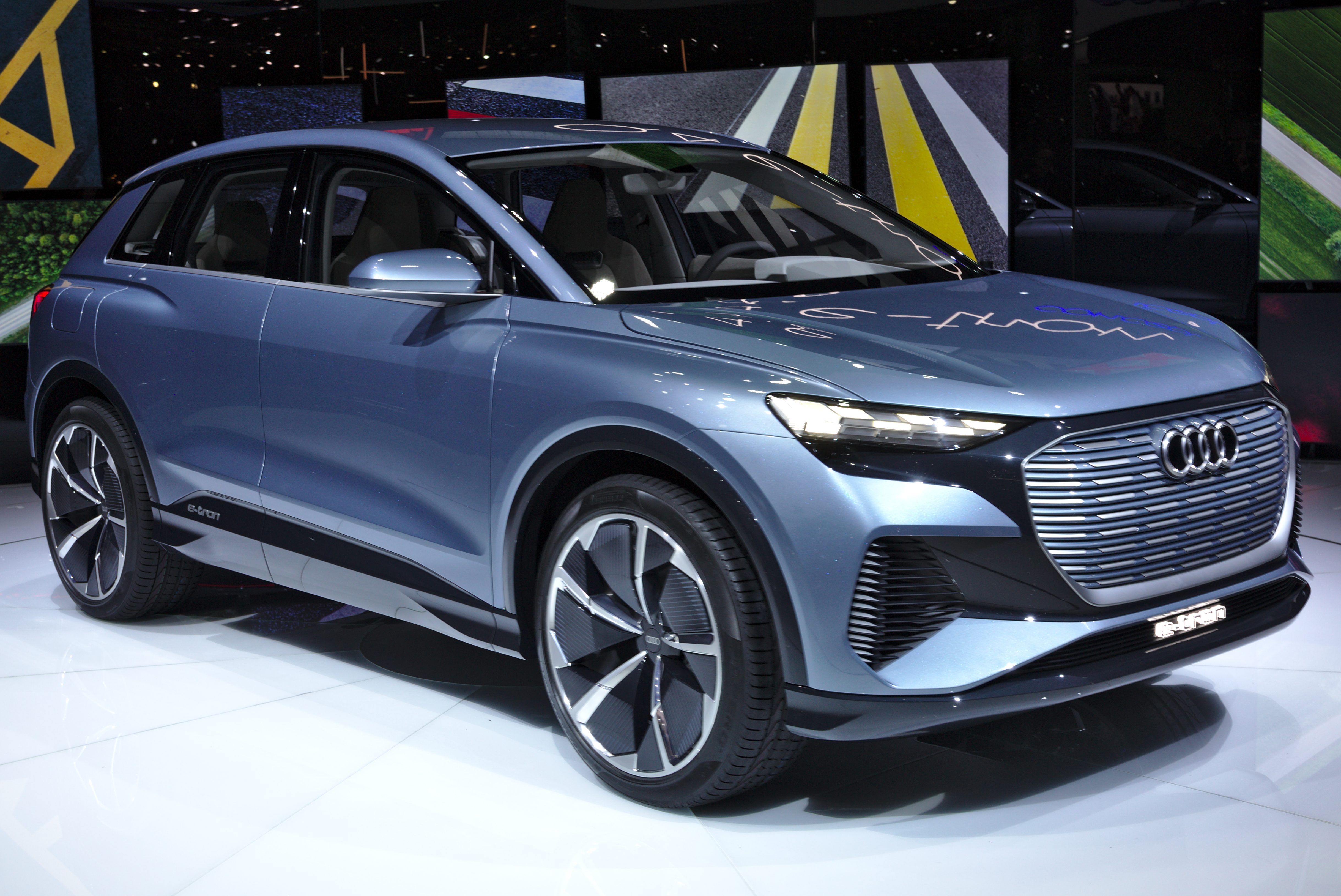
Q4 e-tronコンセプト
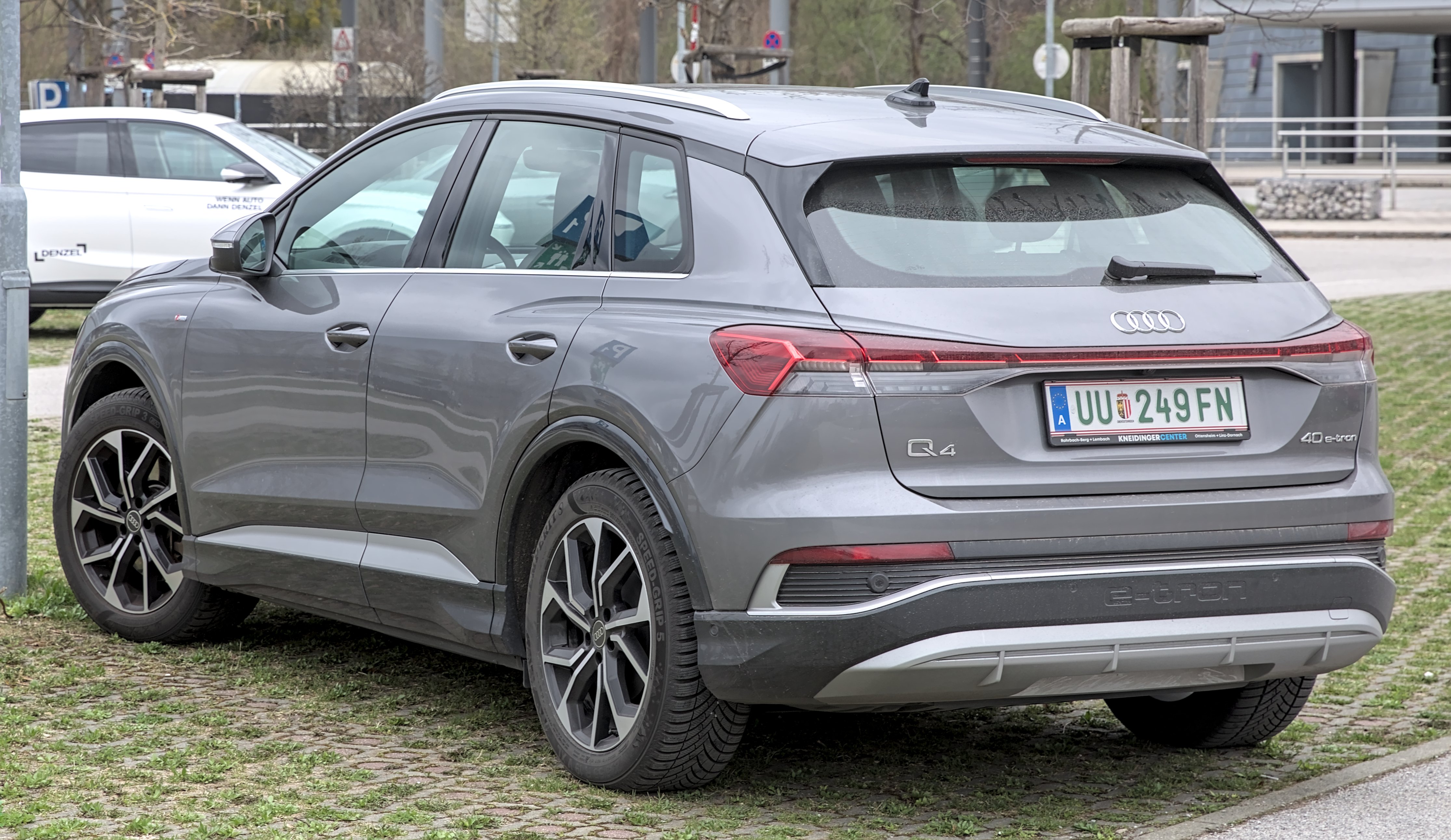
ベースグレード・リヤ
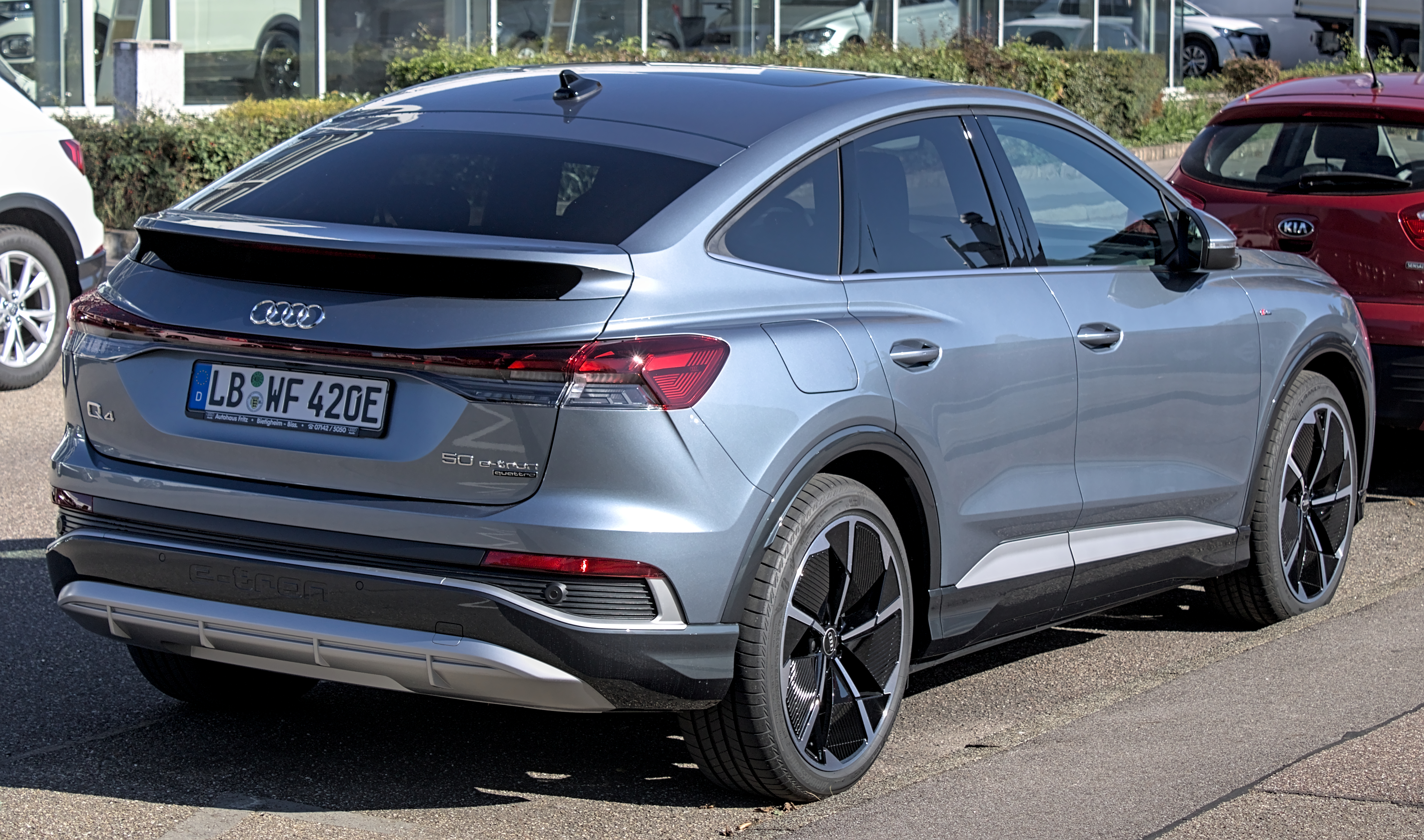
スポーツバック・リヤ
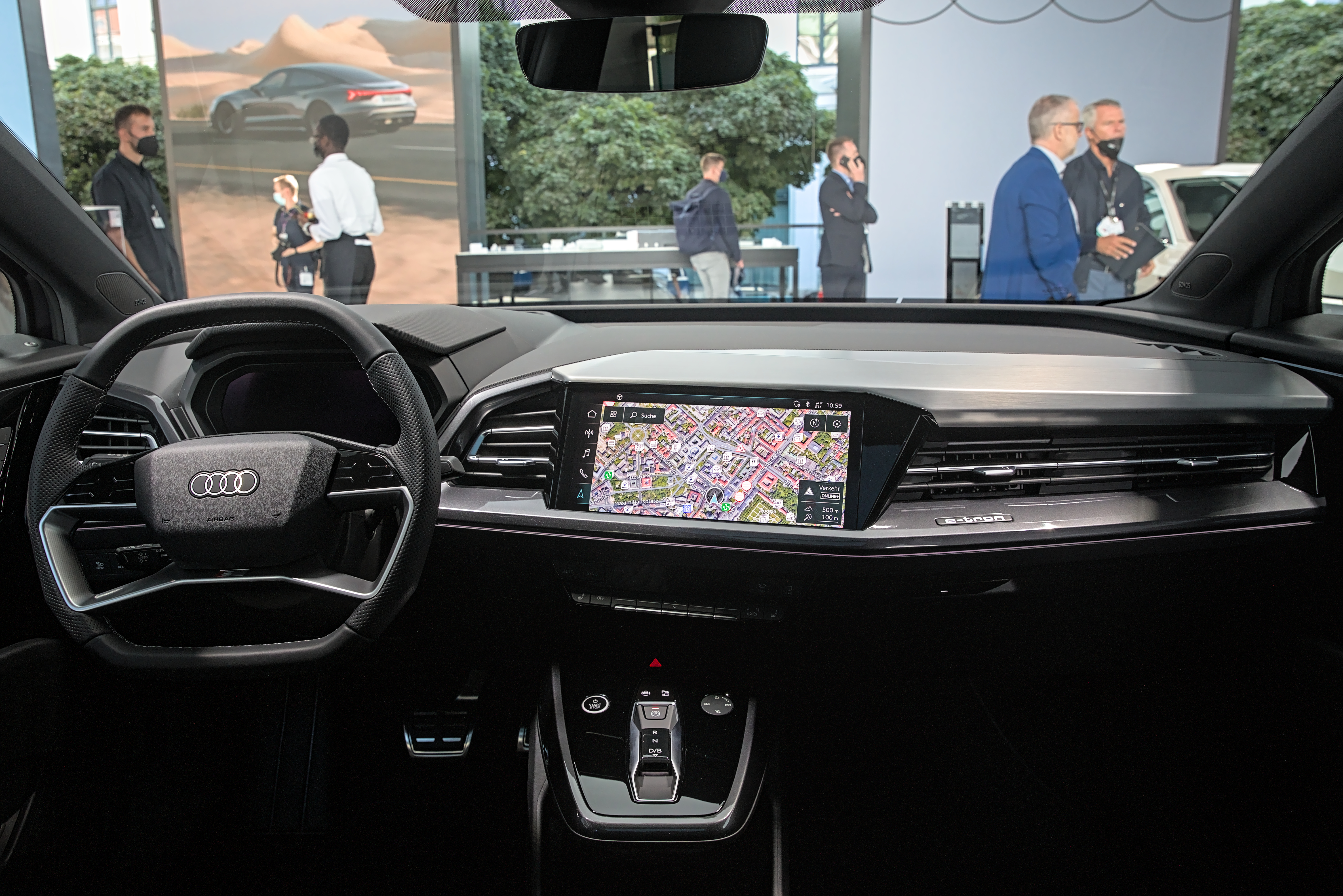
インテリア

## 動力
RWD仕様ではリヤに1基の同期モーターを、4WD仕様ではフロントに1基の誘導モーターとリヤに1基の同期モータを搭載する。リチウムイオンバッテリーの容量はグレードごとに55kWhと82kWhの2種類が存在していたが、55kWh仕様は2022年10月にカタログ落ちした。モータとバッテリーのラインナップはベースモデルとスポーツバックで共通。
2023年8月時点ではRWD・82kWhの40のみが日本市場で販売される。
| モデル     | 販売時期        | 駆動方式 | 最高出力        | 最大トルク | WTLP航続距離 |
| ---------- | --------------- | -------- | --------------- | ---------- | ------------ |
| 35         | 2021/04-2022/10 | RWD      | 125 kW (170 PS) | 310 Nm     | 308-341 km   |
| 40         | 2021/04-        | RWD      | 150 kW (204 PS) | 310 Nm     | 447-521 km   |
| 45 quattro | 2021/07-        | 4WD      | 195 kW (261 PS) | 425 Nm     | 412-490 km   |
| 50 quattro | 2021/04-        | 4WD      | 220 kW (300 PS) | 460 Nm     | 412-488 km   |